# 引镇站
引镇站，旧称长安站、西安南站，坐落于中国陕西省西安市长安区，于2000年建成，2001年投入使用。目前该站主要负责接发西安往西康线方向的过路车，拥有2个站台5条到发线。

## 历史
引镇站的前身是西康铁路长安火车站，于2001年1月随西康线的开通投入使用；车站距西安站43千米。2005年，长安站货站被正式确定为西安南郊铁路综合货运中心。
2006年7月1日零时起，长安站正式更名为西安南站。2009年6月8日，西安南站划归西安火车站接管，并开始进行改扩建工程。此次改扩建工程主要包括，拆除了第4道线和2号站台、将2号站台东移5米并新建第4、第5道线；将站台由原来的8米增加至11.5米，总长500米，高1.25米，使之具备停靠动车组的条件并增加旅客列车的上水设备；延长旅客进站地下通道，新建出站地下通道一条；将旅客候车风雨棚由200米延长至500米；售票窗口由原来的2个增至4个。工程于2009年9月20日完工。
2018年2月1日，候车室扩建工程竣工，候车面积较原来扩大近4倍，增加座椅300个，容纳旅客人数由200人增加至800人，增加售票窗口2个，设立残疾人售票窗口。
2023年2月28日起，该站正式更名为“引镇站”。

## 利用状况

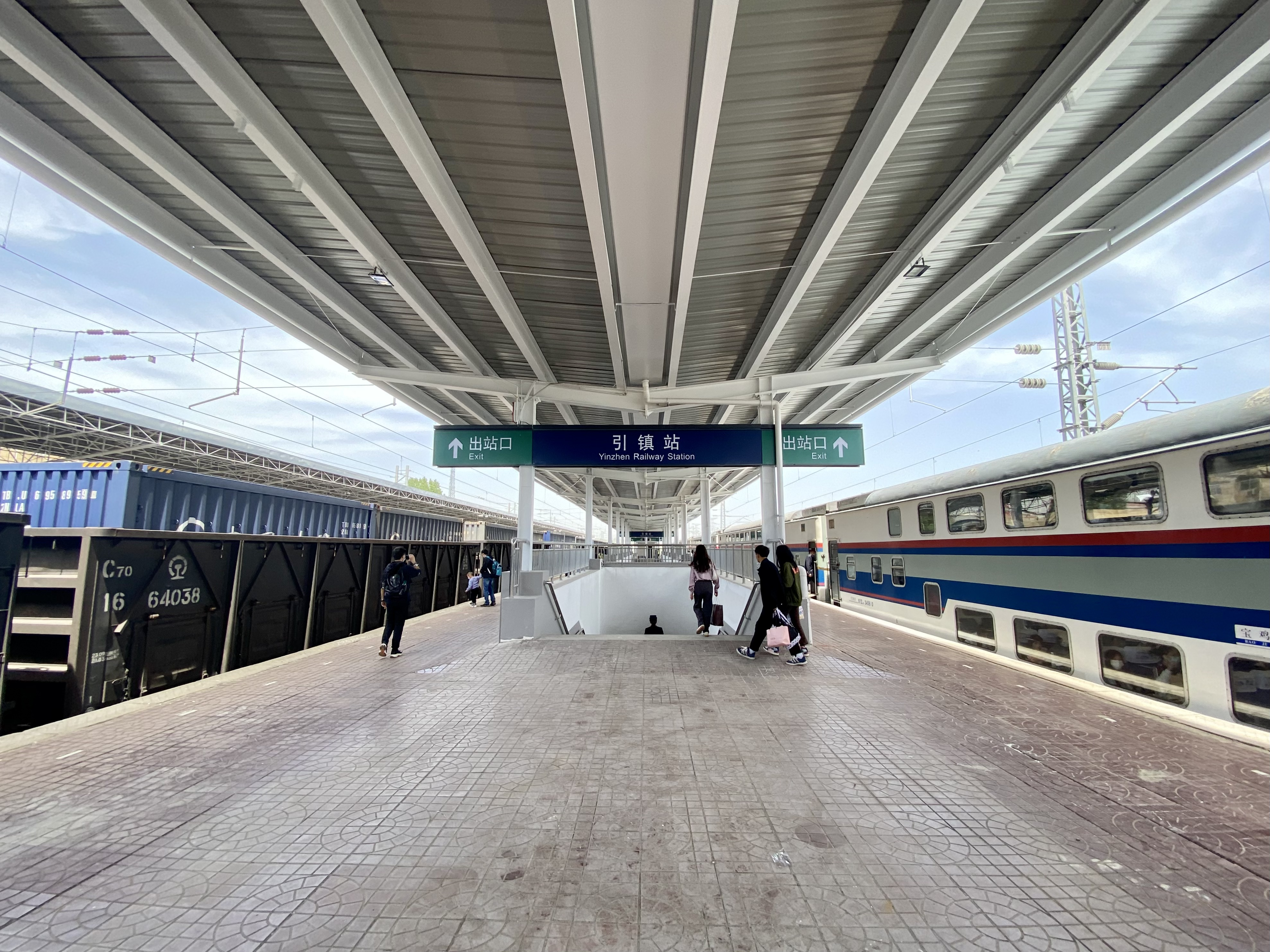
车站站台

目前，引镇站主要负责接发西安往西康线方向的过路车，避免列车在西安站换头折返。南站现有2个站台4条到发线（含正线）。截至2009年，年发送旅客15万人，年货运发送量25万吨左右。除煤炭运输外，引镇站还是全国铁路少數擁有液化石油气接發能力的车站之一。曾被铁道部授予全路“优秀中间站”称号。

## 交通配套
| 引镇站               | 引镇站     | 引镇站 | 引镇站             | 引镇站                                                                  |
| 编号                 | 路线       | 路线   | 路线               | 备注                                                                    |
| -------------------- | ---------- | ------ | ------------------ | ----------------------------------------------------------------------- |
| 736                  | 引镇站     | ⇆      | 子午大道樱花二路口 | 原 918                                                                  |
| 739                  | 引镇站     | ⇆      | 西安翻译学院       | 部分日期不经引镇南、下河滩，改经西汤路雁引路口、环山路雁引路口；原 4–30 |
| 752                  | 长安汽车站 | ⇆      | 引镇               | 原 953                                                                  |
| 920西安—焦汤旅游专线 | 汤峪       | 全程 ⇆ | 城南客运站         | 原 5–06                                                                 |
| 920西安—焦汤旅游专线 | 汤峪       | 区间 ⇆ | 交大一附院         | 原 5–06                                                                 |
| S786                 | 引镇       | ⇆      | 航天新城地铁站     | 合并原 340                                                              |